# 特朗普大学
特朗普大学（英語：Trump University），原称特朗普财富学院（英語：Trump Wealth Institute），后更名为特朗普企业家计划（英語：Trump Entrepreneur Initiative），是美国的教育机构，以公司名义注册，由唐納德·特朗普及其合伙人迈克尔·塞克斯顿和乔纳森·斯皮塔尼于2004年创立，提供房地产、资产管理、创业和财富创造方面的课程，由特朗普集团所有和运营。其房地产培训项目于2005年至2010年运营。另一个独立机构特朗普学院虽获得特朗普大学的许可，但不属于特朗普集团所有。2011年，在多次调查、诉讼和学生投诉后，该学院停止运营。
尽管该机构以“大学”名义创办，但其并非获得认证的大学或学院，属于野鸡大学。该机构举办为期三天至五天的研讨会（通常称为“务虚会”），并藉此向客户推销課程，亦不授予学分和学位，不对学生进行评分。2010年，该机构因违反纽约州教育法，纽约州教育厅于2010年要求特朗普取消“大学”字样，之后特朗普大学改以“特朗普企业家计划”开办。2011年，该公司因非法商业行为成为纽约州州检察长办公室调查的对象，并于2013年8月提起诉讼。《国家评论》的一篇文章称该机构是一个“巨大的骗局”。
特朗普大学也曾是两起集体诉讼的对象，诉讼的核心是指控特朗普大学通过误导性营销手段和激进的销售策略欺骗学生。由于特朗普参加2016年总统选举，该公司及其针对该大学的诉讼再次受到关注。尽管特朗普一再坚称不会和解，但在当选总统后，他还是于2016年11月以总计2500万美元的金额和解。

## 历史
唐纳德·特朗普的合伙人之一迈克尔·塞克斯顿制定了一份房地产培训项目的商业计划，并将其提交给特朗普。之后特朗普成为该项目的主要所有者。
特朗普大学于2004年由特朗普与合伙人塞克斯顿和斯皮塔尔尼在纽约注册成立，是一家有限责任公司。特朗普拥有该公司93%的股份。2005年5月23日，特朗普大学正式启动其教育项目。在开幕致辞中，特朗普说道：“如果我可以在赚大钱和传授知识之间做出选择，我想我会同样乐意传授知识，就像赚钱一样。”据《华盛顿邮报》报道，该校的部分宣传语是：“这位亿万富翁已经为自己赚够了钱。现在，他要把他著名的商业智慧傳遞給普通民众”。研讨会和项目收取高额费用并非为了让特朗普致富，而是为了（正如一位老师向学生解释的那样）“让你有責任感”。
该公司最初的商业计划侧重于在线教育，但很快业务扩展到包括现场面对面授课。授课重点是房地产投资，特朗普在广告中宣称：“我可以让任何人成为成功的房地产投资者，包括你。”授课場地通常位於租用的场地（例如酒店宴会厅），而且該公司號稱在這些地方舉辦入门研讨会，而實際上就是授課。在入门研讨会上，学生们被鼓励报名参加额外的课程，例如费用為1,495美元的研讨会或者是費用達35,000美元的“金牌精英”课程。记录显示，共售出7,611张研討會门票。其中约6,000张门票用于1,500美元的3天课程；1,000张门票用于银牌、金牌或精英导师制课程，价格从10,000美元到35,000美元不等。虽然该机构不具有学院执照，也不提供助學贷款，但其在宣傳時暗示学校可以讓學生快速致富，并给人留下招生人员是友好顾问的印象。
特朗普声称，学生对该项目给予了98%的好评，但据一些前学生称，特朗普大学的员工向学生施压，要求他们给出好评，告诉学生必须填写問卷調查才能获得毕业证书。
特朗普大学办学期间，全美国有一万人报名上课。特朗普在一则資訊型廣告中称，特朗普大学的讲师是他“亲手挑选”的。但在2012年的一份证词中，他作证称自己从未挑选过讲师。曾在该校学习的学生表示，其所傳授的一切“做生意秘诀”完全都是骗局，学习到的均是生活常识。而该校还承诺学生可以与特朗普本人见面，但实际上只得到特朗普真人大小的肖像照。据塞克斯顿称，学校的广告得到了特朗普的認可。2008年，该校曾一度使用“特朗普财富学院”的名称。2010年6月，特朗普大学更名为“特朗普企业家计划”。该校于2010年基本停止运营。
而特朗普学院是一家独立的机构，其获得了特朗普大学的授权，特朗普从售出的每个席位中抽成，但特朗普大学并不拥有其任何部分。学院由佛罗里达州博卡拉顿的艾琳·米林和迈克·米林夫妇拥有和运营，曾在2006年至2009年间举办房地产研讨会，授权协议到期后未续签。特朗普并未参与特朗普学院的运营，但他录制了一则电视广告来推广该学院，并在每次研讨会前出现在介绍视频中。

## 相关指控与诉讼
特朗普大学因从事非法商业行为受到三宗诉讼指控，涵盖虚假陈述和敲诈勒索。其中两宗是联邦集体诉讼，分别针对特朗普大学及其管理人员（包括特朗普本人），另一宗针对特朗普本人。第三宗案件在纽约州法院提起。

### 纽约州诉特朗普大学案
2005年，纽约州教育厅向特朗普、塞克斯顿和特朗普大学发出信函，称他们使用“大学”一词违反州法律，而特朗普大学实际上并未获得大学办学认证，也没有提供现场教学或培训所需的许可证。塞克斯顿承诺该机构将停止在纽约州授课，但纽约州州检察长声称此类授课仍在继续。
2010年，纽约州教育厅高等教育局副局长约瑟夫·弗雷表示：“贵公司使用大学字样，有误导学生之嫌，且违反纽约州教育法和校董会规则。”同年6月，“特朗普大学”改名为“特朗普企业家计划”。
2013年8月24日，纽约州对特朗普大学提起4000万美元的民事诉讼，指控该公司存在非法商业行为和虚假陈述。根据纽约州州检察长埃里克·施奈德曼发布的新闻稿，此案将由助理检察长特里斯坦·C·斯内尔和梅尔文·L·戈德堡负责，并接受消费者欺诈和保护局副局长劳拉·J·莱文、局长简·M·阿齐亚和负责经济正义的执行副检察长卡拉·G·桑切斯的监督。施奈德曼将特朗普大学描述为一个“诱饵转换”骗局，并指责特朗普误导5000多人支付高达3.5万美元来学习他的房地产投资技巧。
特朗普对上述指控表示否认，声称该校的满意度高达98%，并称施奈德曼是“一个希望得到宣传的政治黑客”。他随后提起反诉，指控施奈德曼的调查伴随着竞选捐款勒索；纽约伦理委员会对投诉展开调查，并于2015年8月驳回。由于严格的保密法规，尚不清楚该投诉被驳回是因为特朗普的说法不实，还是因为施奈德曼的行为并未违反任何道德准则。
2014年10月，纽约一名法官裁定，特朗普因未获得所需营业执照而经营该公司，需承担个人责任。

### 德克萨斯州着手调查
2010年5月，德克萨斯州消费者保护部门向德克萨斯州总检察长办公室申请许可，起诉特朗普大学。消费者保护部门的一项调查发现，该公司“从事虚假、误导和欺骗行为”，并诈骗德克萨斯州纳税人260万美元。据当时德克萨斯州总检察长负责消费者保护的副主管约翰·欧文斯称，估计有267名德克萨斯人在为期三天的研讨会上花费了超过42.5万美元，其中39人购买了特朗普的“金牌精英”套餐，该套餐包含额外课程和其他福利，每项费用为3.5万美元。另有150名来自德克萨斯州的顾客在其他商品和服务上花费了超过82.6万美元。根据调查结果：
“免费研讨会”仅仅是被告特朗普大学为期三天的研讨会的卖点，几乎没有什么实用内容。我们审查过的培训材料表明，特朗普大学为期三天的研讨会的参与者被教导如何利用陷入金融动荡的房主以及止赎房产。……被告在这些“免费研讨会”上谎称，这些课程已获批准用于房地产经纪人的继续教育学分，但特朗普大学的课程并未获得德克萨斯州房地产委员会的批准，特朗普大学也不是一个拥有合法资格自称为“大学”的认证机构。
消费者保护部门提起的诉讼旨在追回曾在该“大学”就读的德克萨斯州纳税人“在研讨会和材料上花费的260多万美元，外加280万美元的罚款和费用”。
此次调查随后被撤销，且未提起诉讼，但特朗普大学同意停止在德克萨斯州的运营。而曾任德克萨斯州州检察长的格雷格·阿博特后来成为州长。德州消费者保护部副主管欧文斯后来声称，阿博特“不起诉特朗普的决定是出于政治目的”。特朗普后来向阿博特的州长竞选活动捐赠3.5万美元。

### 联邦法院的诉讼

#### 洛诉特朗普大学案
塔拉·马卡耶夫曾于2008年向特朗普大学支付近6万美元，她于2010年4月30日在美国南加州联邦地区法院对特朗普大学提起集体诉讼。该起名为“马卡耶夫诉特朗普大学有限责任公司”（Makaeff v. Trump University, LLC）的诉讼，要求特朗普大学向马卡耶夫及其他前客户退款，并就其违约、欺诈、过失性虚假陈述和恶意行为寻求惩罚性赔偿。该诉讼最初并未将唐纳德·特朗普列为被告，但后来在修改后的诉状中提及。2014年2月，美国联邦地区法院法官刚萨洛·P·库洛驳回原告请求的全国性集体诉讼，并认定该诉讼是特朗普大学在加利福尼亚州、佛罗里达州和纽约州三个州的客户提起的集体诉讼，理由是该诉讼具体涉嫌违反这些州的消费者保护法。他还将案件范围缩小到原告最初提出的14项指控中的5项。
2010年5月26日，特朗普大学提起反诉，指控玛卡耶夫对特朗普大学发表诽谤性言论，“包括许多完全虚假的实际犯罪指控”，导致特朗普大学损失超过100万美元。2010年6月30日，马卡耶夫反驳称，特朗普大学的诽谤指控是为了对她产生恐吓，被称为針對公眾參與的策略性訴訟（SLAPP），且由于特朗普大学是“公众人物”，因此诽谤指控需要证明她在谈论和撰写有关特朗普大学的文章时“带有实际恶意”。马卡耶夫援引加州的反SLAPP法规，启动了加速审理诽谤指控的程序，无需进一步调查。
2010年8月23日，美国联邦地区法官伊尔玛·E·冈萨雷斯裁定特朗普大学并非公众人物，无需证明玛卡耶夫存在恶意，可以继续进行诽谤诉讼。随后玛卡耶夫上诉至美国联邦第九巡回上诉法院。2013年4月17日，三位法官组成的合议庭一致裁定，特朗普大学是“有限目的的公众人物”，必须证明玛卡耶夫存在恶意才能构成诽谤。合议庭将案件发回地区法院，以该标准审理诽谤诉讼。经过补充陈述后，库洛法官于2014年6月16日裁定玛卡耶夫胜诉，诽谤诉讼予以驳回。随后，应法院邀请，马卡耶夫提交与诽谤诉讼相关的法律费用和费用证明，她要求赔偿130万美元。2015年4月20日，库洛命令特朗普大学向马卡耶夫偿还79.8万美元的律师费和其他费用。
2015年11月，联邦地区法院就特朗普的简易判决动议作出裁决。法院在一份长达44页的意见书中，驳回特朗普就大部分诉讼请求提出的简易判决动议，认定原告关于广告中存在欺骗性行为和虚假陈述，违反了加州、佛罗里达州和纽约州消费者保护法和商业法的主张存在事实问题，因此允许诉讼进入审理程序。由于特朗普大学已于2010年7月停止招生，并且不再提供相同的研讨会或其他课程，最终法院就原告的禁制令请求做出了有利于特朗普的简易判决。
2016年3月21日，尽管特朗普大学律师提出反对，库洛还是允许马卡耶夫退出首席原告之列，并指定桑尼·洛取代马卡耶夫的位置，案件名称改为“洛诉特朗普大学有限责任公司”案（Low v. Trump University, LLC）。

#### 科恩诉特朗普案
2013年10月18日，加州商人阿特·科恩向美国南加州地区法院提起民事诉讼，该诉讼案名为“阿特·科恩诉唐纳德·J·特朗普”案（Art Cohen v. Donald J. Trump），代表全美消费者在2007年1月1日后购买特朗普大学“现场活动”服务的集体诉讼。诉讼指控特朗普大学违反《反敲诈勒索及腐败组织法》，本质上是一种欺诈行为。诉讼指控特朗普大学歪曲事实，“以赚取数千万美元”，但实际上“既不是唐纳德·特朗普，也不是一所大学”。该诉讼将特朗普列为唯一被告，并要求赔偿损失，包括惩罚性赔偿和三倍赔偿。
2014年10月24日，库洛法官签发命令，批准原告提出的集体诉讼，并裁定科恩已提交足够证据，允许案件继续进行。特朗普集团总法律顾问艾伦·加滕表示，特朗普大学将对库里尔的裁决提出上诉，称其裁决“明显无视法律”。2015年10月，加滕还表示，特朗普将要求库里尔回避，因为他“对特朗普先生及其观点怀有敌意”。但特朗普的律师从未提出回避动议，法律专家表示，此类动议缺乏法律依据，甚至可能被视为无意义的。
2016年5月，库洛将诉讼审判定于2016年11月28日美国总统选举后开始，并于数周前选出陪审团。
2016年8月，联邦地区法院驳回特朗普的简易判决动议，裁定有足够的证据证明特朗普有罪，案件可以提交陪审团审理。
2016年11月10日，库洛拒绝特朗普提出的将审判推迟至他就职典礼之后的请求。与此同时，库里尔敦促双方努力达成和解，双方也接受了美国联邦地区法官杰弗里·T·米勒提出的促成此类谈判的提议。

#### 公开披露法院文件
2016年5月27日，库洛批准《华盛顿邮报》提出的公开发布部分已提交文件的要求。他指出，这些文件是“例行公事”，且已公开许多文件，文件长约400页。公布的信息包括指示特朗普大学员工使用强硬推销方式的“剧本”，以及前员工指称特朗普大学欺骗或撒谎学生的证词。文件还指出，为了煽动客户的情绪，在特朗普大学课程推广会上，一定要播放《對於金錢的熱愛》這首歌曲。
2016年8月2日，法院驳回《华盛顿邮报》和其他媒体机构提出的公开披露特朗普在科恩案中两次作证的录像带的请求，这两次作证分别于2015年11月和2016年1月进行。这些作证的文字记录已经公布，显示“特朗普反复表示他从未见过特朗普大学的老师，尽管该项目的广告表明其教职员工是由这位房地产大亨精心挑选的”。特朗普的律师反对公布录像带的请求。法官库洛裁定，公众对作证内容存在合法的利益，但这种利益通过公开发布文字记录得到了满足。他还指出，如果这些视频公开发布，这些录像带“几乎不可避免地”会被用于新闻报道和政治广告，可能会对审前陪审团产生不利影响。

#### 特朗普对库洛法官的评论
在2016年总统初选演讲中，特朗普多次称库洛法官为“仇恨者”，并将其描述为“西班牙人”或“墨西哥人”（库里尔出生于印第安纳州，父母是墨西哥移民）。特朗普还表示库洛应该回避，尽管他的律师表示他们不打算要求将该法官从此案中移除。库洛唯一的评论是在一份程序性裁决中写道，特朗普“将这些法庭程序的完整性置于争议之中”。特朗普提到库洛的种族，以及他“应该有人调查”该法官的言论，引起了法律专家的警觉，认为这些言论对司法独立的影响表示担忧。
2016年6月7日，特朗普发表长篇声明称对法官的批评被“误解”，并表示对库洛公正性的担忧不仅基于种族，还基于案件的裁决。

### 和解
2016年11月18日，据报道，特朗普已同意支付2500万美元，以达成两起集体诉讼以及纽约州诉讼的和解。该和解协议是在圣地亚哥集体诉讼开庭审理前10天所达成。其中2100万美元支付给集体诉讼的参与者，300万美元支付给未受集体诉讼覆盖的纽约州居民，纽约州还将因经营无证大学而处以最高100万美元的罚款。原告律师同意放弃律师费，并无偿提供法律服务，以最大限度地增加涉案约7000名特朗普大学前学生的赔偿金额。和解协议还明确规定，此前曾表示永不和解的特朗普不承认有任何不当行为。此次和解由美国联邦地区法官杰弗里·T·米勒促成，他于11月10日应库洛的要求向各方提供服务。库洛于2017年3月31日批准该和解。
施奈德曼表示，特朗普的和解和赔偿“是唐纳德·特朗普的惊人逆转，也是他那所欺诈性大学6000多名受害者的重大胜利”。特朗普本人表示，他“只接受了潜在赔偿金的一小部分”，因为他作为候任总统太忙，没时间将此案提交庭审。他还补充道：“赢得总统职位唯一的坏处就是，我没有时间就特朗普大学一案进行一场漫长却有胜算的庭审。太遗憾了！”
由于集体诉讼中的一名成员选择退出和解，转而提出个人索赔。导致和解金的最终支付被搁置。随后地区法院和上诉法院驳回该人的索赔，最终库洛法官于2018年4月完成和解。曾在特朗普大学学习的学生可以获得高达90%的课程费用退款。
而支付案件和解金的并非特朗普，而是他的拉斯维加斯酒店业务合作伙伴、亿万富翁菲尔·拉芬。2019年2月，在美国众议院监督与改革委员会的一次会议上，众议员杰基·斯贝尔暗示，一名“堪萨斯人”（后来被证实是拉芬）支付2500万美元和解，以偿还特朗普在特朗普大学判决中的责任。拉芬承认在2018年向特朗普支付2800万美元，但声称这笔钱是用于支付与拉斯维加斯特朗普国际酒店相关的“补缴费用”，与特朗普大学案无关。

### 其他调查
2010年，德克萨斯州总检察长格雷格·阿博特的办公室对特朗普大学进行了调查。调查并未提起诉讼，但在与调查人员沟通后，包括调查人员索要客户名单和内部文件，特朗普大学随后关闭了其在德克萨斯州的运营。这些运营包括报纸广告、免费演示和为期三天的研讨会。六年后，在2016年总统选举期间，美联社发现特朗普曾向阿博特捐赠3.5万美元，以帮助他在2014年成功竞选州长。《德州月刊》质疑阿博特是否对特朗普有特殊优待。接替阿博特担任德克萨斯州总检察长的肯·帕克斯顿向前消费者保护部副部长约翰·欧文斯发出了一封停止并终止信函。欧文斯表示，他已被告知放弃此案，并将此前未披露的文件转发给美联社。帕克斯顿在一份声明中表示，欧文斯泄露“机密和特权信息”。2010年担任美国司法部副部长的戴维·S·莫拉莱斯在2016年承认，他撤销了该起540万美元的诉讼，且没有与阿博特讨论此事。2018年，特朗普提名莫拉莱斯担任德克萨斯南区联邦地区法院法官。
佛罗里达州总检察长帕姆·邦迪办公室于2013年9月宣布，正考虑加入针对特朗普大学的纽约州诉讼。四天后，唐纳德·J·特朗普基金会向“人人享有正义”（And Justice for All）捐赠2.5万美元，该组织是一个支持邦迪连任竞选的527组织。此后，邦迪拒绝加入纽约州诉讼。据邦迪的一位发言人称，邦迪在其办公室宣布考虑加入诉讼的几周前，曾亲自向特朗普征集捐款。2016年3月，华盛顿公民责任与道德组织就该笔可能违法的捐款向美国国税局提起诉讼。2016年9月，据报道，该笔捐款违反了禁止非营利组织政治捐款的法律，特朗普已用自己的钱偿还该基金会，并向美国国税局缴纳2500美元的消费税作为罚款。特朗普否认该笔捐款与特朗普大学诉讼有关，称该笔捐款是为了邦迪担任司法部长期间的表现。白宫于2019年11月宣布，邦迪将暂时加入其工作队伍，负责处理有关正在进行的针对特朗普弹劾调查的通讯，此举引发了道德监督机构的反对。

## 对2016年大选的影响

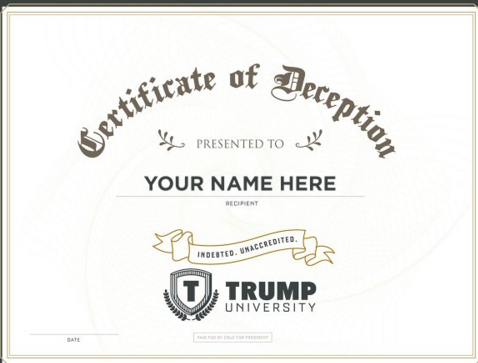
2016年共和党總統初选期间，参议员特德·克鲁兹的竞选网站上出现了特朗普大学的讽刺性“个人文凭”

2016年共和党总统初选期间，特朗普的对手利用特朗普大学来批评他。米特·罗姆尼在3月初表示：“唐纳德·特朗普是个骗子。他的承诺和特朗普大学的学位一样毫无价值。”参议员兼总统候选人特德·克鲁兹和马可·卢比奥在2月和3月的电视辩论中提出了这个话题。辩论主持人、福克斯新闻的梅根·凯利对该问题进行了深入探讨。特朗普回应说，特朗普大学只是“一家小企业”，学生的评价绝大多数都是正面的。他表示，诉讼是商业的常规组成部分，而且他打赢了大部分官司。在谈到其中一起集体诉讼时，他表示：“这件事我本来可以多次解决。我现在就可以花很少的钱解决，但出于原则我不想这么做。”希拉里·克林顿在演讲和竞选广告中利用特朗普大学的指控来攻击特朗普。

## 流行文化
2005年6月，特朗普大学成为连载漫画《杜恩斯伯里》一周连载的主题。
在《万恶之源》（The Root of All Evil）第二集中，有一小段讽刺了特朗普大学。
特朗普大学也是2016年9月推出的《威尔与格蕾丝》迷你剧集中的笑柄，该剧集旨在为2016年总统选举拉票。在剧集中，卡伦说她把她的拉丁裔女佣罗萨里奥送到特朗普大学学习课程。